# Павлы
Павлы — деревня в Шалинском районе Свердловской области России. Входит в Шалинский муниципальный округ.
Ранее деревня входила в состав Рощинского сельсовета Шалинского района.

## География
Деревня Павлы расположена в 51 километре к северо-западу от посёлка Шаля (по дорогам в 75 километрах), в лесной местности, на левом берегу реки Малой Урмы — правого притока Сылвы. 

## Население
| 2002 | 2010 | 2021 |
| ---- | ---- | ---- |
| 111  | ↘86  | ↘57  |